# 旧川崎貯蓄銀行大阪支店
旧川崎貯蓄銀行大阪支店（きゅうかわさきちょちくぎんこうおおさかしてん）は大阪府大阪市中央区にある歴史的建造物。銀行支店として建設されたが、現在はレストラン「堺筋倶楽部」である。

## 概要
設計者は川崎貯蓄銀行建築課。東京川崎財閥系の建築物を多く手がけた矢部又吉の設計と推定されている。矢部が建築設計を学んだプロイセンのバロック・新古典主義の歴史的な建築様式が採用されており、日本の近代建築としては珍しい。
2001年にレストランに改装。金庫室がワインセラーに利用されている。

## 交通アクセス
- 地下鉄長堀鶴見緑地線長堀橋駅より北に徒歩4分。
- 地下鉄堺筋線堺筋本町駅より南に徒歩6分。